# Diritti indisponibili
I diritti indisponibili (o anche intrasmissibili o non disponibili) sono quei diritti soggettivi che non possono essere trasmessi dal titolare a un altro soggetto e si possono estinguere con la morte del titolare.  Sono esempi di diritti indisponibili i diritti della persona come il diritto alla libertà personale e il diritto di libera manifestazione del proprio pensiero ma anche diritti patrimoniali derivanti da rapporti familiari come il diritto agli alimenti.